# تود ياغلي
تود ياغلي (بالإنجليزية: Todd Yeagley)‏ هو لاعب كرة قدم ومدرب كرة قدم أمريكي في مركز الوسط، ولد في 20 سبتمبر 1972 في بلومنغتون في الولايات المتحدة. لعب مع ريتشموند كيكرز وكولومبوس كرو.

## وصلات خارجية
- تود ياغلي على موقع الدوري الأمريكي (الإنجليزية)
- تود ياغلي على موقع قاعدة بيانات كرة القدم.إي يو (الإنجليزية)